# Campeonato Mundial de Grappling 2015
El Campeonato Mundial de Grappling 2015 (World Championship Grappling) se celebró en Antalya (Turquía) —donde tuvo lugar la primera edición del Campeonato Mundial de Grappling de la FILA 2007— entre el 8 y el 12 de octubre de 2015, bajo la organización de United World Wrestling (UWW) y la Turkey Martial Arts & Self Defence Federation.
En el medallero, ocuparon las tres primeras plazas los países de Rusia, Italia y Ucrania, en grappling gi, y los países de Rusia, Ucrania y Francia, en grappling no gi.

## Países participantes
| N.º | País           |
| --- | -------------- |
| 1   | Afganistán     |
| 2   | Azerbaiyán     |
| 3   | España         |
| 4   | Francia        |
| 5   | Grecia         |
| 6   | Hungría        |
| 7   | India          |
| 8   | Irán           |
| 9   | Italia         |
| 10  | Japón          |
| 11  | Kazajistán     |
| 12  | Kirguistán     |
| 13  | Pakistán       |
| 14  | Rusia          |
| 15  | Tayikistán     |
| 16  | Túnez          |
| 17  | Tayikistán     |
| 18  | Turquía        |
| 19  | Ucrania        |
| 20  | Estados Unidos |

## Medallistas

### Grapping GI masculino
| Evento  | Oro                          | Plata                        | Bronce                                                    |
| ------- | ---------------------------- | ---------------------------- | --------------------------------------------------------- |
| 62 kg   | Marcel Sasso · Italia        | Salvadi Arshanov · Rusia     | Yvan Chalonny · Francia · Dmytro Baranov · Ucrania        |
| 66 kg   | Zaynutdin Zaynukov · Rusia   | Estanov E · Kazajistán       | Nicolas Blumental · Francia · Alessio Vittori · Italia    |
| 71 kg   | Arslan Gadzhiev · Rusia      | Safari Mohammad Irán         | Francisco Alcalde · España · Valentin Blumental · Francia |
| 77 kg   | Alu Bochkaev · Rusia         | Cedric Akakpovi Francia      | Bulut Ilke · Turquía · Dmytro Netkachev · Ucrania         |
| 84 kg   | DALGATOV Islam · Rusia       | GAVRILYK Andrey · Kazajistán | ALLAF Johann · Francia · GAZZOLI IVAN · Italia            |
| 92 kg   | TOMASETTI IVAN · Italia      | PETRENKO MAKSYM · Ucrania    | SHAPIEV Arsen · Rusia · AYKUT Cil · Turquía               |
| 100 kg  | Hasan Betelgeriev · Rusia    | IBRAHIM Inal Turquía         | ARASH Karimi · Irán · ANDRUSHCHENKO OLEH · Ucrania        |
| +100 kg | MOHAMMADREZA Kheirollah Irán | ISAEV Abdula · Rusia         | TOMOYUKI OKA · Japón · KAIRAT Utegen · Kazajistán         |

### Grappling GI femenino
| Evento | Oro                         | Plata                           | Bronce                                                |
| ------ | --------------------------- | ------------------------------- | ----------------------------------------------------- |
| 53 kg  | SKRYPNYK SVITLANA · Ucrania | MERVE Turk Turquía              | SENYUEVA Maria · Rusia · LEMAK Diana · Hungría        |
| 58 kg  | PACCHIAROTTA MARIA · Italia | LYUDVIKEVICH Anna-Maria · Rusia | SYNIAVINA VIKTORIIA · Ucrania · GISEM Kabak · Turquía |
| 64 kg  | TANA RITA · Italia          | POSLAVSKA ELVIRA · Ucrania      | MEYMANAT Ghasem · Irán · BOYARSKIH Olga · Rusia       |
| 71 kg  | Martina Baraccani · Italia  | CHERNOSCHEKOVA Evgenia · Rusia  | ABDELILAH Djihane Francia SAEIDEH Maleki Irán         |
| +71 kg | GERIA NINA · Ucrania        | POZDNYAKOVA Yuliya · Rusia      | KUBRA Kara Turquía SHAHRBANOO Damghani Irán           |

### Grappling No Gi masculino
| Evento  | Oro                         | Plata                                  | Bronce                                                           |
| ------- | --------------------------- | -------------------------------------- | ---------------------------------------------------------------- |
| 62 kg   | Gadzhiev Kurban · Rusia     | BARANOV DMYTRO · Ucrania               | Arkgun Onur · Turquía · Alfredo Ronquillo · España               |
| 66 kg   | Zaynukov Zaynutdin · Rusia  | CHERKALIUK IURII · Ucrania             | Matt Holt Estados Unidos Nicolas Blumental Francia               |
| 71 kg   | Pshikhachev Albert · Rusia  | Bagynbai Torokan · Kirguistán          | Francisco Alcalde · España · HOROBETS KYRYLO · Ucrania           |
| 77 kg   | Abdukadirov Magomed · Rusia | Mike Kelly Estados Unidos              | KOROZIDIS Vassilios · Grecia · Asylgaziev Tursunbek · Kirguistán |
| 84 kg   | Adilov Eldar · Rusia        | Murtazaliev Abdurahmanaji · Kirguistán | Purtiyev Hajimurad Azerbaiyán COURTOIS Maximilien Francia        |
| 92 kg   | Abdulaev Ruslan · Rusia     | Eduard Zhytkov · Ucrania               | Ermekov Dauren · Kazajistán · KOHILI Wendy · Francia             |
| 100 kg  | Betelgeriev Hasan · Rusia   | Ibrahim Inal Turquía                   | Oleg Gumenyuk · Ucrania · Salar Delfani · Irán                   |
| +100 kg | Isaev Abdula · Rusia        | Tomoyuki OKA Japón                     | Meysam Ghanbari Irán YONI Johnatan Francia                       |

### Grappling No Gi femenino
| Evento | Oro                             | Plata                        | Bronce                                                          |
| ------ | ------------------------------- | ---------------------------- | --------------------------------------------------------------- |
| 53 kg  | Skorobogataya Ekaterina · Rusia | Svitlana Skrypnyk · Ucrania  | Jessica Philippus Estados Unidos LEFEBVRE Sandrine Francia      |
| 58 kg  | Litvinova Victoriya · Rusia     | Vikttiia Syniavina · Ucrania | Maria Pacchiarotta · Italia · Bethany Marshall · Estados Unidos |
| 64 kg  | Toryanskaya Yuliya · Rusia      | Rita Tana · Italia           | Elvira Poslavska · Ucrania                                      |
| 71 kg  | Djihane Abdelilah Francia       | Martina Baraccani · Italia   | Tugba Yenicun · Turquía · Chernoschekova Evgenia · Rusia        |
| +71 kg | Nina Geria · Ucrania            | Pilyaeva Anzhelica · Rusia   | Kubra Kara Turquía                                              |

## Medallero Grappling Gi
| Núm. | País           | Oro | Plata | Bronce | Total |
| ---- | -------------- | --- | ----- | ------ | ----- |
| 1    | Rusia          | 5   | 5     | 3      | 13    |
| 2    | Italia         | 5   | 0     | 2      | 7     |
| 3    | Ucrania        | 2   | 2     | 4      | 8     |
| 4    | Irán           | 1   | 1     | 4      | 6     |
| 5    | Turquía        | 0   | 2     | 4      | 6     |
| 6    | Kazajistán     | 0   | 2     | 1      | 3     |
| 7    | Francia        | 0   | 1     | 5      | 6     |
| 8    | España         | 0   | 0     | 1      | 1     |
| 8    | Japón          | 0   | 0     | 1      | 1     |
| 8    | Hungría        | 0   | 0     | 1      | 1     |
| 9    | Kirguistán     | 0   | 0     | 0      | 0     |
| 9    | Azerbaiyán     | 0   | 0     | 0      | 0     |
| 9    | Estados Unidos | 0   | 0     | 0      | 0     |
| 9    | Grecia         | 0   | 0     | 0      | 0     |
| 9    | Afganistán     | 0   | 0     | 0      | 0     |
| 9    | Pakistán       | 0   | 0     | 0      | 0     |
| 9    | Tayikistán     | 0   | 0     | 0      | 0     |
| 9    | Turkmenistán   | 0   | 0     | 0      | 0     |
| 9    | Túnez          | 0   | 0     | 0      | 0     |
| 9    | India          | 0   | 0     | 0      | 0     |
|      | TOTAL          | 13  | 13    | 26     | 52    |

## Medallero Grappling No Gi
| Núm. | País           | Oro | Plata | Bronce | Total |
| ---- | -------------- | --- | ----- | ------ | ----- |
| 1    | Rusia          | 11  | 1     | 1      | 13    |
| 2    | Ucrania        | 1   | 5     | 3      | 9     |
| 3    | Francia        | 1   | 0     | 5      | 6     |
| 4    | Italia         | 0   | 2     | 1      | 3     |
| 4    | Kirguistán     | 0   | 2     | 1      | 3     |
| 5    | Turquía        | 0   | 1     | 3      | 4     |
| 5    | Estados Unidos | 0   | 1     | 3      | 4     |
| 6    | Japón          | 0   | 1     | 0      | 1     |
| 7    | España         | 0   | 0     | 2      | 2     |
| 7    | Irán           | 0   | 0     | 2      | 2     |
| 8    | Azerbaiyán     | 0   | 0     | 1      | 0     |
| 8    | Kazajistán     | 0   | 0     | 1      | 1     |
| 8    | Grecia         | 0   | 0     | 1      | 1     |
| 9    | Afganistán     | 0   | 0     | 0      | 0     |
| 9    | Pakistán       | 0   | 0     | 0      | 0     |
| 9    | Tayikistán     | 0   | 0     | 0      | 0     |
| 9    | Turkmenistán   | 0   | 0     | 0      | 0     |
| 9    | Túnez          | 0   | 0     | 0      | 0     |
| 9    | India          | 0   | 0     | 0      | 0     |
| 9    | Hungría        | 0   | 0     | 0      | 0     |
|      | TOTAL          | 13  | 13    | 24     | 50    |